# Фрунзе Тимур Михайлович

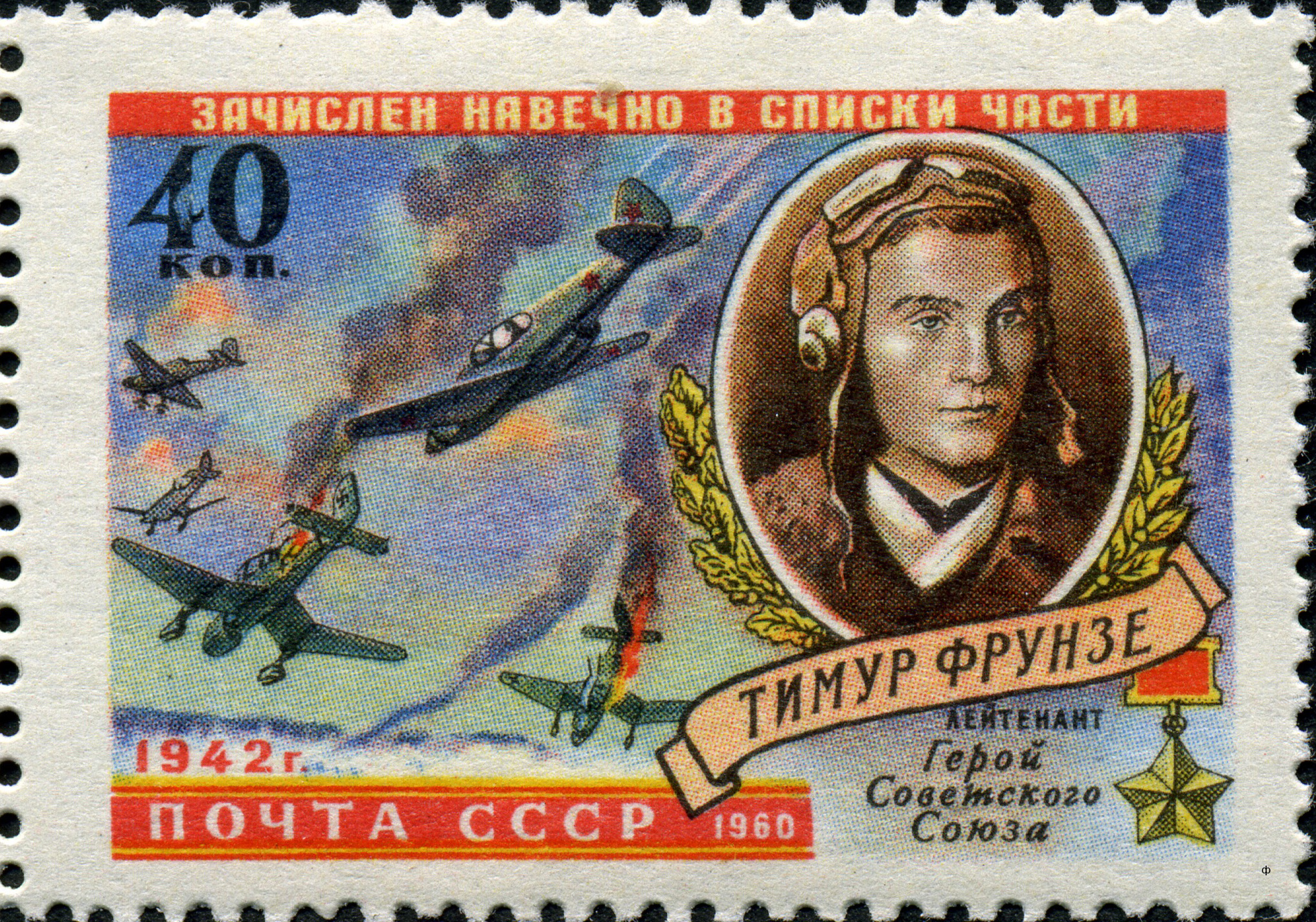
Тимур Фрунзе збиває Ю-87. Поштова марка СРСР 1960 року

Тимур Михайлович Фрунзе (рос. Тимур Михайлович Фрунзе; нар. 5 квітня 1923, Харків, Українська РСР, СРСР — 19 січня 1942, Староруський район, Ленінградська область, РРФСР, СРСР) — радянський військовий діяч, Герой Радянського Союзу (16 березня 1942, посмертно), льотчик-винищувач, лейтенант, учасник німецько-радянської війни . Син командувача Червоної Армії та народного комісара військових справ СРСР Михайла Фрунзе. Член ВЛКСМ із 1938—1942.

## Біографія

### Ранні роки та освіта
Народився 5 квітня 1923 в місті Харків, Української РСР в родині народного комісара військових справ СРСР Михайла Васильовича Фрунзе та Софії Олексіївної Попової. Мав старшу сестру Тетяну. Був названий нас честь зановника Імперії Тимуридів Тимура .Батько був революціонером та одним з лідерів Червоної Армії під час громадянської війни. В січні 1925 Михайло Фрунзе був назначеним народним комісаром військових та морських справ у січні 1925. Проте, того ж року в жовтні батько помирає на операційному столі коли Тимуру було всього два роки. Після цього мати Софія покінчила життя самогубством в 1926 році. Тимур та його сестра Тетяна після матері росли у бабусі. У 1931 році, після смерті бабусі, дітей усиновив друг їхнього батька Климент Ворошилов, який отримав дозвіл на усиновлення спеціальною постановою Політбюро ЦК ВКП(б). У Ворошилова тоді не було власних дітей, тому він усиновив Тимура та Тетяну в 1931.

### Військова кар'єра
У 1938 Фрунзе молодший стає членом Комсомолу. Тимур після закінчення середньої школи вступив до Качинської Червонопрапорної військової авіаційної школи імені А. Ф. М'ясникова. Один з його друзів був Степан Мікоян, син Анастаса Мікояна. З 1940 почав службі в Червоній Армії . У вересні 1941 року закінчив Качинське училище з відзнакою.

## Німецько-радянська війна
19 січня 1942 року, при виконанні бойового завдання з прикриття військ, Фрунзе в парі з командиром ланки та провідним парою лейтенантом Іваном Шутовим, патрулюючи в районі Старої Руси, виявили 30 бомбардувальників у супроводі винищувачів. Вирішивши атакувати, збили коригувальник Хеншель Hs.126. У бою з чотирма винищувачами Bf-109 і Ме-115 збили один Ме-109. Незабаром до бою приєдналися ще 3 Ме-115 і літак Шутова був підбитий. Прикриваючи пошкоджений літак товариша, Тимур Фрунзе витратив весь боєкомплект і був збитий . Підпалена машина увійшла до штопора і врізалася в землю за 500 метрів на північний захід від села Отвідіно Старорусського району .
З військовими нагородами лейтенанта Фрунзе поховали на Ямському цвинтарі в селищі Крестці .
Указом Президії Верховної Ради СРСР «Про присвоєння звання Героя Радянського Союзу начальницькому складу Червоної Армії» від 16 1942 року за « зразкове виконання бойових завдань командування та виявлені при цьому відвагу та геройство» ушанований посмертним званням Героя Радянського Союзу.
Після війни, в 1950-х роках, за бажанням сестри Тетяни, перепохований на Новодівичому цвинтарі в Москві .

## Нагороди
- Медаль «Золота Зірка» Героя Радянського Союзу (посмертно) — 16 березня 1942[10][11]
- орден Леніна

## Вшанування
- Фрунзенський район у Харкові (з 1973 року), з 2016 року — Немишлянський район
- Вулиця Тимура Фрунзе у Великому Новгороді . Там же встановлено анотаційну дошку.
- Вулиця Тимура Фрунзе у Хрестцях .
- Вулиця Тимура Фрунзе у Липецьку .
- Вулиця Тимура Фрунзе у Москві (колишній Теплий провулок)
- Вулиця Тимура Фрунзе у Твері .
- Вулиця Тимура Фрунзе у Старій Руссі . Там же встановлено погруддя.
- Вулиця Тимура Фрунзе у Жуковському Московської області .
- Вулиця Тимура Фрунзе у Бішкеку, Киргизія .
- Надовго зарахований до списків 1-ї ескадрильї 161-го винищувального авіаційного полку.
- В " Артеці " на Алеї Героїв встановлено погруддя Тимура Фрунзе. Ім'я героя також вибито на пам'ятнику " Вони були артеківцями ", встановленому на території артеківського табору «Лазурний».
- Пам'ятник у дворі школи-інтернату № 2 «Сузір'я» у Волгограді .